# Marit Lyckander
Marit Lyckander, född 14 augusti 1954 i Oslo, är en norsk skulptör.

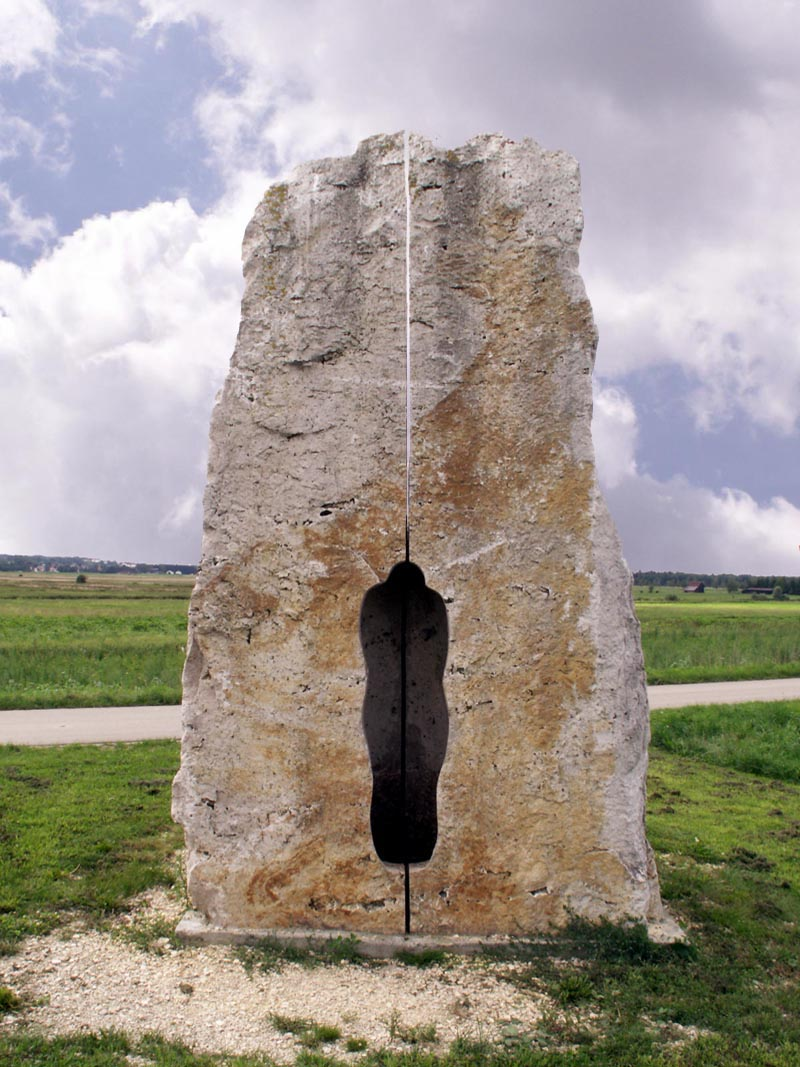
Helt i VI av Marit Lyckander.

Lyckander studerade vid Statens håndverks- og kunstindustriskole 1973–1977 och Statens Kunstakademi i Oslo 1977–1982 hon tilldelades en stipendievistelse i Italien 1982 som hon använde till studier i Pietrasanta Italien 1983. En förebild för Lyckander har varit skulptören Louise Bourgeoi som hon fick möjlighet att besöka i New York. Separat har hon ställt ut på bland annat Vigeland-museet i Oslo, Schæffergården i Köpenhamn, Kunstnerforbundet i Oslo och Tegnerforbundets Galleri i Oslo. Hon har medverkat i samlingsutställningar i bland annat Sverige, Norge, Japan, och Danmark.
Bland hennes offentliga arbeten märks skulpturerna Vaere i og gjennom på Vinderen bo- og servicecenter i Oslo, Helt i V vid Statoilhuset i Köpenhamn, Helt i VI i Oggelhausen i Tyskland, Luftbro vid Stavanger flygplats och Veien og Bron i Odense Danmark.